# Пам'ятний знак українцям – жертвам репресій тоталітарного режиму (Соловки)
Па́м'ятний знак украї́нцям — же́ртвам репре́сій тоталіта́рного режи́му — меморіальний знак-камінь, який встановили на Соловецьких островах (Архангельська область, РФ) українці на пошанування співвітчизників — жертв політичного терору в СРСР.

## Історія

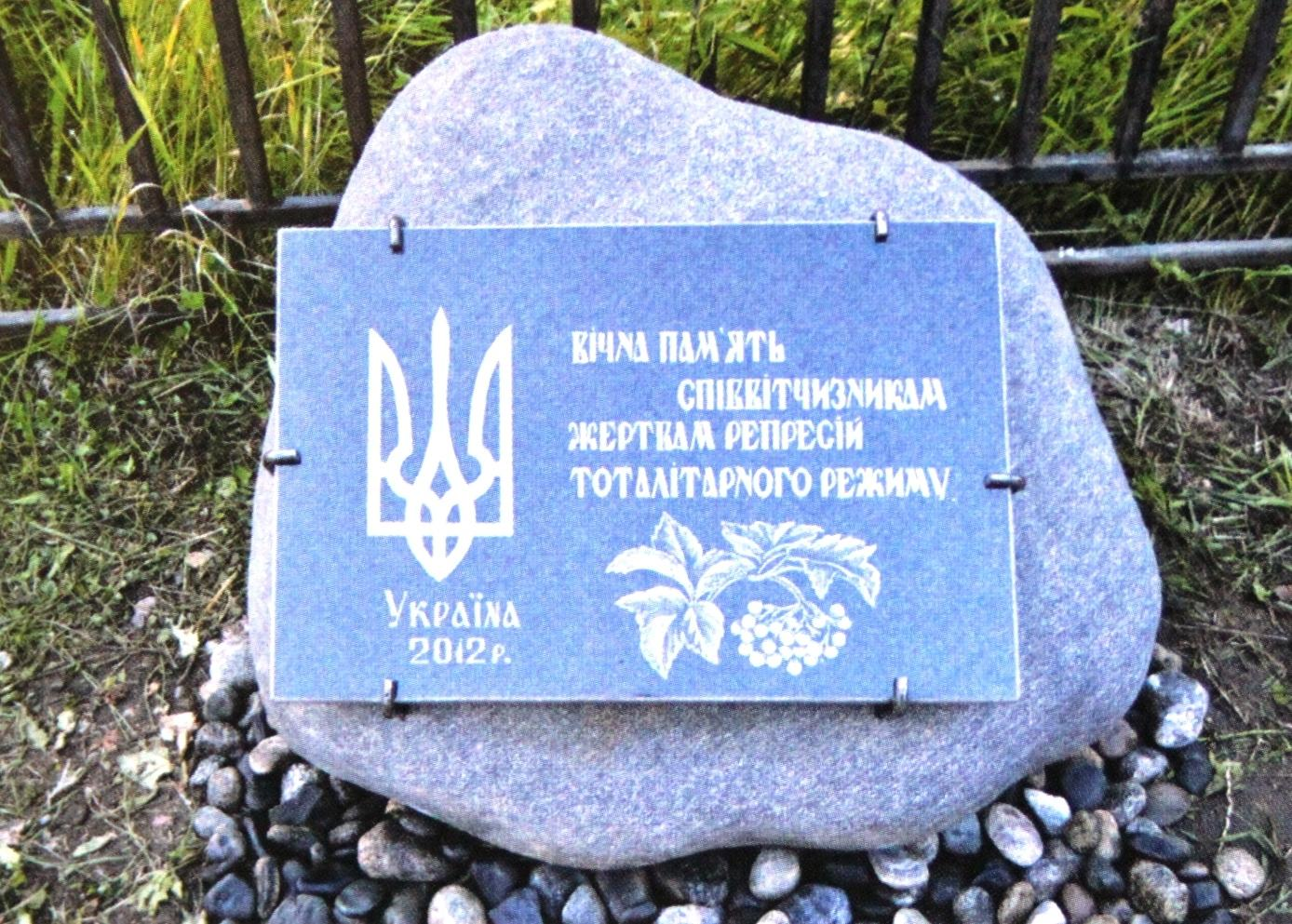
Пам'ятний знак українцям — жертвам репресій тоталітарного режиму (Соловки)

Пам'ятний знак являє собою композицію у вигляді природного соловецького каменя-валуна з прикріпленою на ньому чотирикутною меморіальною дошкою з чорного мармуру. Встановлений 6 серпня, урочисто відкритий і освячений 7 серпня 2012 року на Алеї пам'яті — меморіальному майданчику на території колишнього монастирського й табірного кладовища (Соловецький, вул. Павла Флоренського), що на Великому Соловецькому острові, під час проведення там традиційних міжнародних Днів пам'яті.
З ініціативи неформального на той час громадського об'єднання «Соловецьке братство» (нині Міжнародне об'єднання «Соловецьке братство» — громадська організація, зареєстрована в Україні 17.03.2015) і Всеукраїнського товариства «Меморіал» імені Василя Стуса (активістки останнього Любов Соцька й Тетяна Близнюк опікувалися відповідно проєктом і виготовленням меморіальної дошки) пам'ятний знак жертвам репресій встановили члени української делегації, яку очолював киянин, колишній політв'язень Григорій Куценко. Він же — автор тексту на мармуровій плиті. У роботах, пов'язаних зі встановленням пам'ятного знака, взяли участь члени української делегації, зокрема Віталій Мороз, Георгій Лук'янчук, Юрій Ткач, отець Дмитро (Каран), а також їм допомогли співробітники Науково-інформаційного центру «Меморіал» (Санкт-Петербург), який очолює Ірина Фліге.
Меморіальну дошку доставили з Києва, валун — місцевий, з узбережжя Білого моря. На дошці вигравіювано Тризуб, гілку калини та написи «Вічна пам'ять співвітчизникам, жертвам репресій тоталітарного режиму», «Україна», «2012 р.» (до розробки художнього ескізу доклала рук українка Ганна Сінькова).
Освятив пам'ятний знак учасник соловецької прощі, священник з Києва о. Дмитро. Священники РПЦ не відреагували на прохання української делегації провести обряд освячення.
Український знак розміщено поблизу основного Соловецького каменя з написом «Соловецким заключенным», що не суперечить правилу встановлювати меморіальні знаки на Алеї пам'яті Соловецького сільського поселення. Серед перших спорудили подібні знаки вздовж периметра центрального майданчика меморіалу делегації Республіки Саха (2009) і Польщі (2011), однак тоді соловецькі церковнослужителі не демонстрували «мовчазних відмов» провести обряд освячення.

## Відео
- На Соловках встановили український меморіальний камінь [Архівовано 28 січня 2016 у Wayback Machine.]